# 25 degrés sud
 (juillet 2025).
25 degrés sud est une série télévisée française en 26 épisodes de 52 minutes créée par Soline Delmas et Didier Albert et réalisée par Éric Summer, diffusée à partir du 6 janvier 1999 jusqu'au 30 juin 1999 sur TF1, et rediffusée sur NRJ12.
La série est intégralement disponible sur la chaîne YouTube ICON TV séries depuis le 15 juillet 2025. 

## Synopsis
La famille Rousseau s'occupe de la fondation Rousseau en Afrique du sud.

## Distribution
- Josy Bernard : Elsa
- Erick Chabot : Marc Rousseau
- Georges Claisse : Victor Rousseau
- Véronica Dimos : Julie Rousseau
- Isabelle Gayrard : Marie Rousseau
- Franck Jolly : Thomas Rousseau
- Laurence Marion : Laura
- Diane Robert : Carole Rousseau
- Anny Romand : Elisabeth Rousseau
- Jacques Zabor : Joubert

## Épisodes
1. La Fondation Rousseau
2. La Piste du lion
3. L'Heure des choix
4. Seul maître à bord
5. Conflits de famille
6. In extremis
7. Un choix douloureux
8. Déclin de l'empire
9. Premiers pas
10. Elsa
11. Marie
12. Le Poids du secret
13. Révélations
14. L'Amour perdu
15. Amours interdites
16. Retrouvailles
17. Le Retour du passé
18. Le Cœur a ses raisons
19. Une vie brisée
20. La Vérité
21. Future maman
22. Preuve d'amour
23. Un homme en trop
24. Le Soupçon
25. Vengeance
26. La Fin d'une époque